# Manuel de Iparraguirre
Manuel de Iparraguirre fue un dramaturgo y traductor dramático español del tercio central del siglo XVIII.

## Biografía
Poco se sabe sobre él. Quizá fue un homónimo contador en la provincia de Guadalajara al menos entre 1785 y 1802, posible año de su fallecimiento. Aunque se dice que su obra original consistía en solo una tragedia, La dama doctora o La theología caída en la rueca (Aviñón, Francisco Girardo, sin año), en la que se aborda la contienda entre jesuitas y jansenistas, esta resulta ser en realidad la traducción de una pieza francesa del polemista y dramaturgo jesuita Guillaume-Hyacinthe Bougeant (1690-1743), La femme docteur, ou La théologie janseniste tombée (1730), y fue inmediatamente prohibida por la Inquisición con un edicto de 2 de marzo de 1792, a causa de ser considerada jansenista ("Suplemento" al Índice, 1805: 15). Además son también suyas las primeras traducciones de Molière al español, publicadas en 1753 con los títulos de El avariento y El enfermo imaginario.

## Obras
- Comedia famosa de La dama doctora o La theología caída en la rueca (Aviñón, Francisco Girardo, sin año)
- Comedia famosa El avariento. Su autor Mons. de Molière: traducida del francès al castellano por don Manuel Yparraguirre, Madrid, Gabriel Ramírez, 1753.
- El enfermo imaginario de Moliere. Traducida del francés al castellano por D. Manuel de Iparraguirre, Madrid, Gabriel Ramírez, 1753.